# 고베시 교통국
고베시 교통국(일본어: 神戸市交通局, こうべしこうつうきょく)은 효고현 고베시 안에서 공영 교통 사업을 실시하는 고베 시의 지방 공영 기업의 하나이다. 지하철(고베 시영 지하철),노선 버스(시영 버스)를 운영하고 있다. 이전에는 시영 전차(고베 시전)나 로프 웨이 등도 운영하고 있었다.

## 사업

고베 시영 지하철

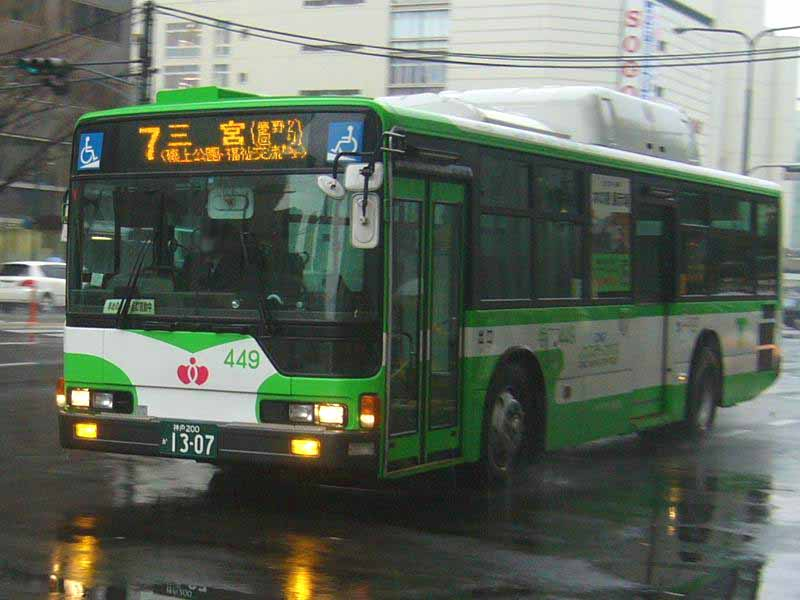
고베 시영 버스

- 고베 시영 지하철(3노선(실질적으론 2노선) 30.6km)
- 고베 시영 버스

## 역사
- 1917년 8월 1일 고베 시내에서 궤도 사업(노면 전차)과 발전·배전 사업을 실시하고 있던 고베 전기를 매수해 고베시 전기국으로서 발족.
- 1930년 9월 16일 시영 버스 영업 개시.
- 1942년 4월 1일 배전 사업을 간사이 배전(현재의 간사이 전력)에 양도.
- 1942년 5월 19일 고베시 교통국으로 개편.
- 1955년 7월 12일 오쿠산 로프 웨이 개통.
- 1957년 5월 10일 시립 스마 수족관(후의 시립 스마 해변 수족원) 개업. 1968년까지 교통국의 소관이었다.
- 1971년 3월 14일 시영 전차 전폐.
- 1977년 3월 13일 지하철 고베선 개통.
- 1977년 7월 1일 오쿠산 로프 웨이를 고베시 도시 정비 공사에 양도.
- 1983년 6월 17일 지하철 야마테선 개통.
- 1987년 3월 18일 지하철 고베 연장선 개통.
- 1988년 3월 10일 선불 카드 U라인 카드의 이용 개시.
- 1988년 4월 2일 지하철 야마테선이 호쿠신선과 상호 직통 운전 개시.
- 1993년 4월 15일 지하철에 New U라인 카드에 의한 스트아드 페어 시스템 도입.
- 1995년 1월 17일 한신·아와지 대지진으로 지하철 전선 불통. 2월 16일 복구.
- 1997년 4월 1일 New U라인 카드가 시영 버스에서도 이용 가능하게 되었음.
- 1999년 10월 1일 공통 승차 카드 시스템 「스루토KANSAI」에 가입.
- 2000년 4월 1일 고베 시내의 정기 관광 버스사업을 신키 버스에 양도.
- 2001년 7월 7일 지하철 가이간선 개통.
- 2006년 10월 1일 지하철 전선으로 PiTaPa 도입. ICOCA도 이용 가능.
- 2008년 9월 1일 시 버스 전선으로 PiTaPa 도입.